# Телух-Кендеравасих (национальный парк)
Телух-Кендеравасих — крупнейший морской национальный парк Индонезии, расположен на юго-востоке полуострова Чендравасих. Он включает в себя острова Миосваар, Нусруи, Роон, Румберпон и Юоп. Парк предназначен для защиты богатой морской экосистемы с более чем 150 зарегистрированными видами кораллов, для которых он считается потенциальным объектом Всемирного наследия.

## Флора и фауна

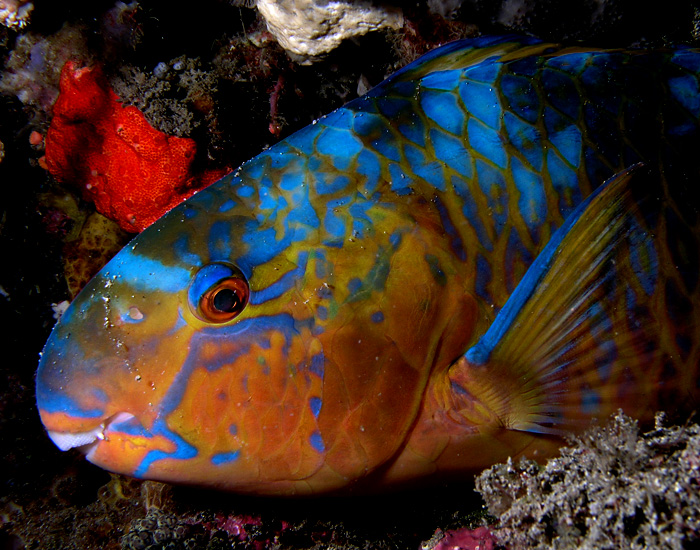
Рыба-попугай, один из более чем 200 видов рыб, зарегистрированных в национальном парке

Национальный парк, площадь которого превышает 14 535 км, включает прибрежные и мангровые экосистемы (0,9 %), коралловые рифы (5,5 %), островные тропические лесные экосистемы (3,8 %) и морские воды (89,8 %). Около 46 видов растений были зарегистрированы на островах, где преобладают виды Bruguiera, Avicennia, Nypa fruticans, Metroxylon sagu, Casuarina equisetifolia, и Terminalia catappa.
Экосистема коралловых рифов является частью региона кораллового треугольника. В парке зарегистрировано 150 видов кораллов, состоящих из 15 семейств и распространенных на берегах 18 островов. Среди этих колоний синий коралл, черный коралл, Leptoseris, Mycedium elephantotus, и Alcyonacea или мягкие кораллы. Процент покрытия живыми кораллами варьируется от 30-40 % до 64-65 %.
В парке обитает более 200 видов рыб, среди которых виды из семейств рыб-бабочек, Damselfish, рыб-попугаев, сиганов, подсемейства Amphiprioninae и акул, включая китовых. Встречаются следующие виды моллюсков: рог тритона, гигантская тридакна, виды из семейств каури, лямбисов и стромбид.
Четыре вида черепах распространены в парке: бисса, зеленая черепаха, оливковая черепаха и кожистая черепаха. Млекопитающие включают дюгоня, синего кита и дельфинов.

## Человек
В 72 деревнях на территории парка проживает около 14 000 человек. На нескольких австронезийских языках говорят в области, которые включают языки: вандамен, даснер, меосвар, роон и йеретуар. большая часть парка является частью округа Телук-Вондама провинции Западное Папуа, в то время как восточная часть находится в Набире, в провинции Папуа.

## Сохранение
В 1990 году этот район был объявлен морским заповедником Телух-Кендеравасих. Территория национального парка была определена в 1993 году и объявлена таковой в 2002 году. Парк управляется Центром национальных парков с персоналом в 106 человек.